# Медіалогія
Медіалогія — російська компанія. Повне найменування — ТОВ «Медіалогія». Штаб-квартира компанії розташована в Москві. Розробник автоматичної системи моніторингу та аналізу ЗМІ та соціальних мереж в режимі реального часу

## Історія
Компанія «Медіалогія» з'явилася як експеримент співробітників ІТ-холдингу IBS. Для своєї консалтингової практики їм потрібна була система пошуку та аналізу інформації. Інструмент виявився настільки вдалим, що незабаром його почали використовувати не тільки всередині ІТ-холдингу, але і для сторонніх клієнтів. Так, у 2003 році з'явилася незалежна компанія «Медіалогія». Назва компанії придумав Анатолій Опарін, який брав участь у створенні прототипу «Медіалогії» — системи IBS-Media.

## Власники
Структура власників ТОВ «Медіалогія»:
- ВТБ — 63 %;
- Мацоцький Сергій — 21 %;
- Волков Олександр (генеральний директор) — 16 %.

До січня 2019 року 75 % «Медіалогії» належало компанії IBS, 25 % — Сергію Мацоцькому.

## Про компанію
«Медіалогія» — це автоматизована система, що здійснює моніторинг ЗМІ та соціальних медіа. Входить до трійки лідерів ринку. Цілодобовий режим роботи забезпечують понад 250 працівників: інженери-розробники, лінгвісти, аналітики, експерти в області ЗМІ та піар.

## Система
Система складається з двох основних частин:
- база даних: 38 000 джерел (за даними на 03.03.2017)[4] ;
- автоматизований аналітичний модуль.

База ЗМІ «Медіалогії» оновлюється і поповнюється на щоденній основі.
Автоматизований аналітичний модуль у свою чергу складається з двох частин:
1. робота пошуковика (по аналогії з пошуковим роботом Google);
2. автоматичною системою розпізнавання та аналізу контенту.

Це все є комплексною розробкою компанії.
Також «Медіалогія» розробила і зареєструвала МедіаІндекс, покликаний полегшити завдання якісного аналізу публікацій. Індекс ґрунтується на різних показниках розміщується матеріалу, як то:
- цитованість ЗМІ та соціальні метрики ЗМІ;
- позитив / негатив;
- головна / епізодична роль;
- розмір статті, номер смуги, аудиторія (PR value);
- наявність фотографії;
- згадка об'єкта в заголовку;
- наявність прямої та непрямої мови.

Індекс розраховується автоматично і може коливатися в межах від -1000 до +1000. Знак індексу залежить від позитивного чи негативного згадки шуканого об'єкта в статті. Чим вище МедіаІндекс опублікованого матеріалу, тим більш позитивним і помітним є повідомлення в поле ЗМІ.
Робота з системою відбувається через web-інтерфейс. Згадані технології дозволяють проводити миттєвий кількісний і якісний аналіз текстів. Поряд з контекстним присутній об'єктний пошук, що виключає інформаційний шум. Результати пошуку та / або аналізу доступні у вигляді графіків і таблиць з можливістю експорту готових звітів в різні формати документів. В системі доступні текстові версії телепрограм основних федеральних телевізійних каналів: 1 канал, Росія-1, Росія-24, НТВ, РЕН ТВ, ТВ Центр, РБК ТБ, Дождь, LifeNews, Матч ТВ. У травні 2009 року з'явилася функція моніторингу соціальних медіа. У січні 2015 року компанія випустила продукт з аналізу цитованості ЗМІ для видавничих будинків.
C 1-січня 2017 року Медіалогія вносить зміни в розрахунок МедіаІндекса — разом з показником цитованості ЗМІ для оцінки впливовості джерел тепер враховуватися соціальні метрики (кількість likes / shares), а вага впливовості ЗМІ у формулі МедіаІндекса підвищується. За результатами змін значення МедіаІндекса з 1 січня 2017 року зросли. При проведенні медіадосліджень необхідно окремо оцінювати періоди до 1 січня 2017 року і після цієї дати.

## Користувачі
Користувачами «Медіалогії» є прес-служби комерційних організацій і державних установ. До 2017 року «Медіалогія» була постачальником системи моніторингу публікацій у ЗМІ та соціальних мережах для адміністрації Президента РФ і уряду РФ, але втратила контракти через претензії ФСБ до структури володіння.

## Діяльність компанії
Компанія займається галузевими медіа дослідженнями, а також публікує на регулярній основі рейтинги найбільш цитованих ЗМІ.

### Фінансові показники
У 2017 році виторгу компанії склала 872 млн руб. (+35 % до 2016 року), чистий прибуток — 148 млн (+45 %). Більшу частину виторгу компанія отримує від контрактів з приватними компаніями. В той час одним з стабільних джерел доходів є держконтракти: у 2016 році вони принесли 243 млн руб., у 2017 році — 223 млн руб., у 2018 році — 131 млн руб.